# Cerchi nel grano

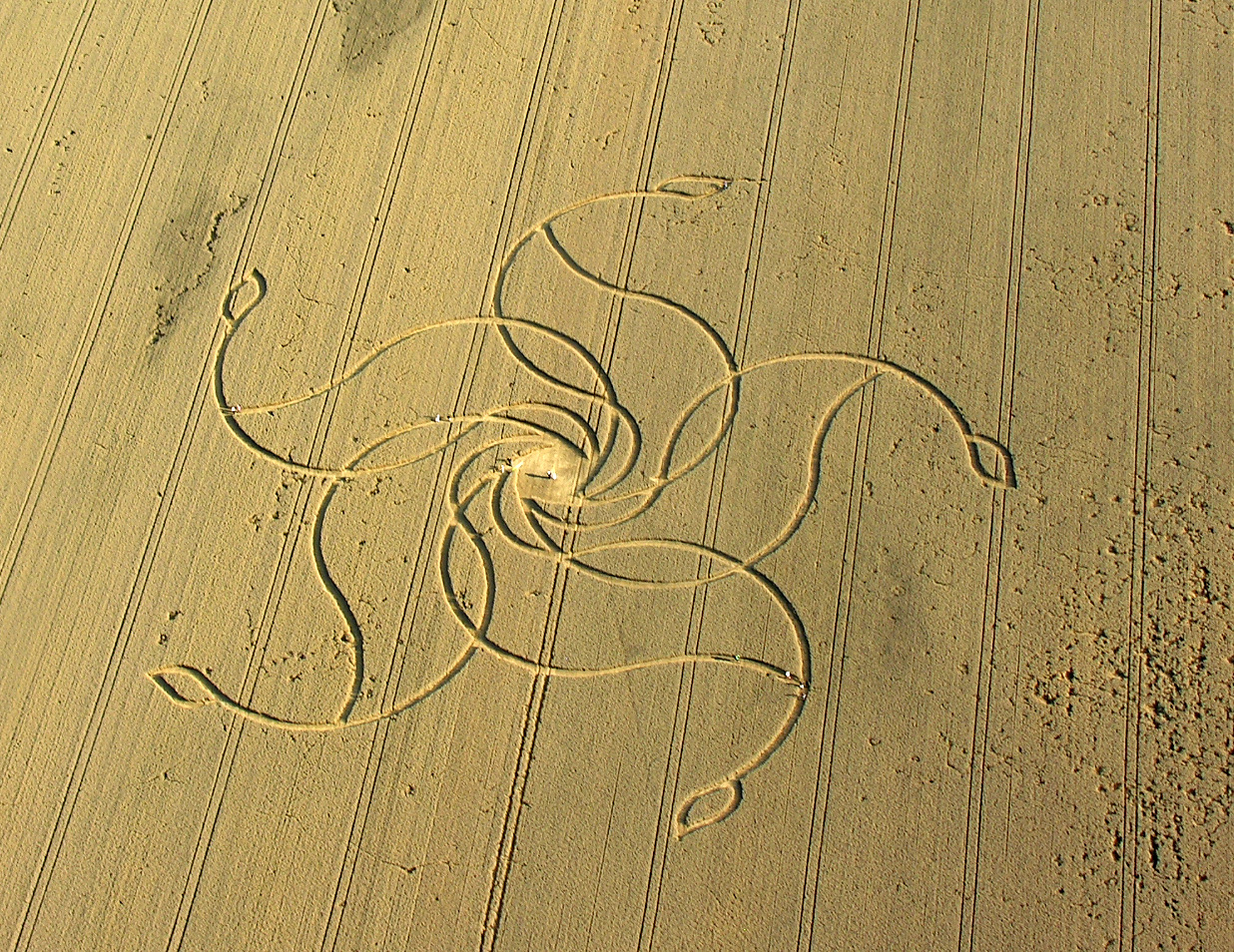
Veduta aerea di un cerchio nel grano a Diessenhofen (Svizzera).

I cerchi nel grano (in inglese crop circles), o agroglifi, sono aree di campi di cereali, o di coltivazioni simili, in cui le piante appaiono appiattite in modo uniforme, formando così varie figure geometriche (talvolta indicate come "pittogrammi") ben visibili dall'alto. A seguito del numero crescente di apparizioni di queste figure (soprattutto in Inghilterra) a partire dalla fine degli anni settanta del XX secolo, il fenomeno dei cerchi è diventato oggetto d'indagine per determinarne la genesi.
Si sa con certezza che molti cerchi, compresi quelli di complessità maggiore, sono realizzati dall'uomo, come ad esempio quelli realizzati da Doug Bower, Dave Chorley e John Lundberg. Bower e Chorley, che diedero l'avvio alla moda del disegno dei cerchi nel grano in Inghilterra negli anni ottanta, furono poi insigniti del Premio Ig Nobel nel 1992 per l'ideazione della loro burla.
Non esistono prove scientifiche che un cerchio nel grano abbia mai avuto origine diversa da quella umana, ma solo ipotesi pseudoscientifiche.

## Storia del fenomeno

### Prime apparizioni

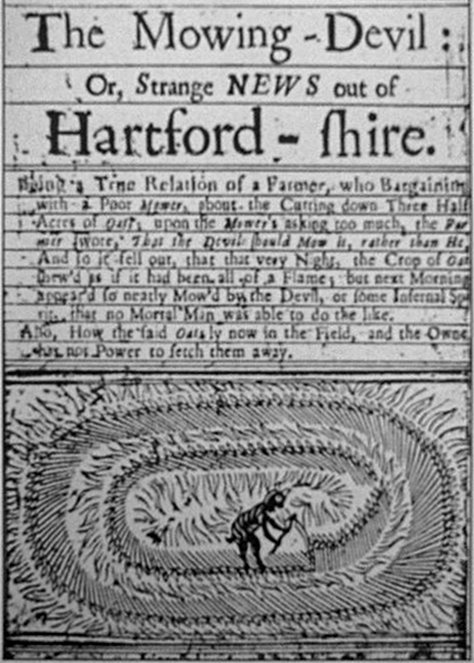
Il "Diavolo mietitore" nel pamphlet del 1678

I cerchi nel grano finirono sotto i riflettori agli inizi degli anni ottanta, con i primi tre cerchi in Inghilterra. Le iniziali speculazioni giornalistiche su ipotetici "atterraggi alieni" ebbero risalto sui quotidiani nazionali, e da allora i cerchi nel grano iniziarono ad apparire sempre più numerosi nelle campagne inglesi.
Il Wiltshire Times fu uno dei primi giornali ad occuparsi dei cerchi inglesi, e ad usare nel 1980 il termine crop circles.
Tentativi di cercarne la presenza in epoche passate non hanno finora prodotto alcun risultato. Talvolta viene citata la storia del "Diavolo mietitore", un pamphlet del 1678, ma ad un'attenta analisi risultò che non c'era alcuna correlazione con i cerchi nel grano, e che si trattava di un semplice libello volto a diffondere una morale fondata sulla dualità ricco-povero come era solito in quell'epoca.

### Prime dimostrazioni di creazione di cerchi
Mentre si dibatteva sul fenomeno, nel 1991 due anziani inglesi, Doug Bower e Dave Chorley, affermarono che, dopo aver letto del caso australiano di Tully, del 19 gennaio 1966, avevano iniziato a creare dei cerchi nel grano per far credere che fossero atterrati dei dischi volanti e dimostrarono ai giornalisti come era possibile creare quei cerchi in poco tempo e con un'attrezzatura rudimentale. Il loro primo cerchio risalirebbe al 1978, ma la burla non ebbe molto successo e due anni dopo riprovarono in un posto più visibile, ottenendo finalmente l'attenzione della stampa.
All'obiezione che sarebbe stato impossibile per i due essere gli autori del gran numero di cerchi successivi, è stato fatto notare il ben noto fenomeno dell'imitazione, che segue facilmente le notizie sensazionalistiche; di fatto anche Bower e Chorley avevano imitato la notizia del 1966, dopo averla appresa in un viaggio in Australia dai giornali locali.

### Crescita del fenomeno
Col passare degli anni, dai primi pochi cerchi nelle campagne inglesi, il fenomeno si è diffuso in tutto il mondo, anche in Italia. Ad oggi, migliaia di campi di grano hanno ospitato cerchi e figure sempre più complesse.
Ai primi semplici cerchi degli anni ottanta, sono seguite forme sempre più elaborate e complesse. I cerchi nel grano sono divenuti infine una vera e propria forma d'arte, da parte di gruppi di persone che hanno realizzato pubblicamente le loro opere. Il 12 agosto 2006 è stato riprodotto fedelmente anche il logo di Mozilla Firefox.

### Le forme dei cerchi nel grano

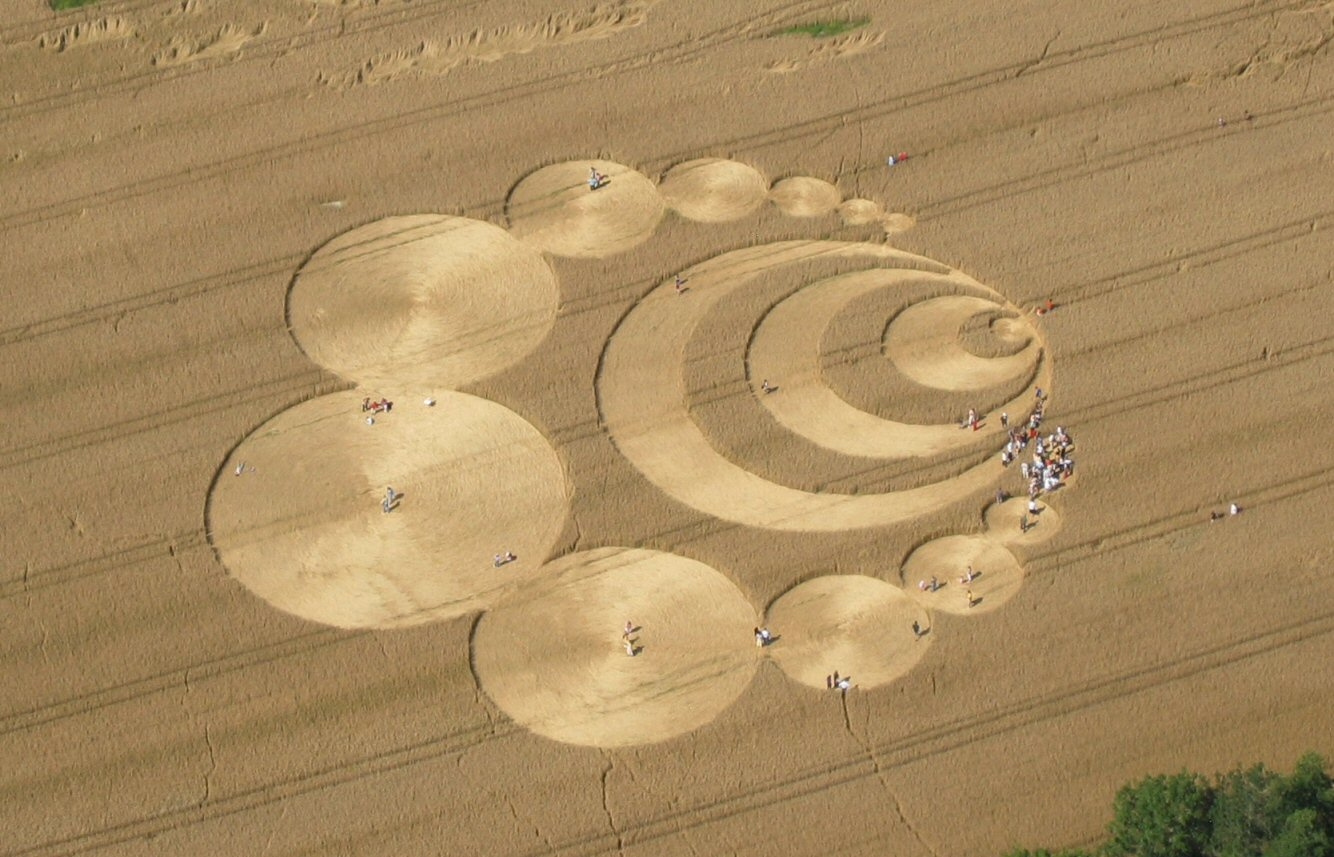
Cerchi nel grano in Svizzera

I primi esempi di questo fenomeno erano solitamente delle semplici forme circolari di varie dimensioni, il che portò alcuni a speculare che si trattasse di un fenomeno naturale. Dopo alcuni anni invece sono emersi disegni sempre più elaborati e complessi.

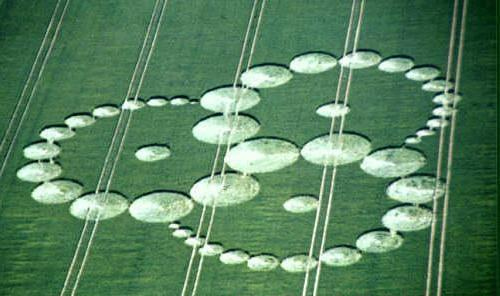
Cerchi nel grano componenti un triscele

Ci sono stati molti temi ricorrenti nel corso degli anni. In generale, le prime formazioni (1970 - 2000) sono basate su semplici figure geometriche. Formazioni successive, quelle che compaiono dopo il 2000, sono più complesse e sembrano basate su altri principi ispiratori come i frattali. Col tempo le figure sono divenute sempre più creative, molti cerchi nel grano hanno dettagli finemente sviluppati, con intricate simmetrie all'interno di altre simmetrie e variazioni su diverse scale di grandezza. Talvolta sono apparse persino illustrazioni con personaggi dei fumetti.

## La spiegazione del fenomeno
Nonostante il proliferare di miti e credenze in relazione alla genesi dei cerchi, non c'è alcuna prova che deponga per la natura non umana del fenomeno. Diverse organizzazioni scettiche, tra cui il CICAP, hanno ampiamente dimostrato che tutti i cerchi nel grano possono essere fatti dall'uomo in poche ore, anche con pochi mezzi.

### Realizzazione pratica dei cerchi
Alcune persone hanno mostrato come si potessero produrre cerchi nel grano, smentendo certe precedenti credenze e supposizioni. È stato così dimostrato che:
- la realizzazione di cerchi nel grano è fattibile da parte di qualunque persona
- non è necessaria una tecnologia sofisticata, in quanto semplici strumenti risultano già sufficienti
- qualunque persona è in grado di produrre figure nel grano anche molto complesse e precise e in breve tempo

Già nel 1991 Doug Bower e Dave Chorley, annunciarono che i cerchi erano una burla da essi stessi architettata poco più di un decennio prima, a partire dal 1978, usando assi, funi e cavi elettrici come unici strumenti e ne crearono uno, davanti ai giornalisti, in circa un'ora.
Il sito web Circlemakers aggrega oggi un noto gruppo di creatori di cerchi "artificiali". Il sito, creato da John Lundberg, si è prefisso di dimostrare che è possibile riprodurre anche forme complesse nel grano con l'uso di semplici attrezzi e ha realizzato molte opere che ha pubblicato nel suo sito.
Il gruppo olandese di circlemaker XL D-Signs ha realizzato uno dei più grandi cerchi del mondo. Si tratta dell'Atlas, tracciato nei pressi della cittadina di Goes il 7 agosto 2009, con la partecipazione di 60 persone. Il cerchio raffigura un essere umano (molto simile all'uomo Vitruviano) in foggia di farfalla con le ali dischiuse e misura 530 × 450 metri.
La rivista Scientific American, nel 2002 pubblicò un articolo di Matt Ridley, il quale aveva iniziato a creare cerchi nel grano nel nord dell'Inghilterra nel 1991. Egli descrisse le tecniche da lui sviluppate usando strumenti relativamente semplici ma nondimeno capaci di trarre in inganno i successivi osservatori, e riferì il fatto che fonti attendibili come il Wall Street Journal erano state facilmente ingannate.
Richard Taylor, direttore dell'Istituto di Scienze dei Materiali dell'Università dell'Oregon, nel 2011 ha pubblicato un articolo sul Physics World Journal proponendo la teoria secondo la quale una buona parte dei cerchi del grano sia realizzata mediante l'ausilio di generatori di microonde portatili (magnetron) e di un sistema GPS.

## Teorie alternative circa la creazione dei cerchi
Coloro che non accettano le ampie prove dell'origine umana dei cerchi nel grano propongono ipotesi alternative, che risultano essere però prive di riscontri o prove. Le ipotesi naturali si basano sull'azione di improbabili fenomeni meteorologici, dai fulmini globulari fino a un ipotetico fenomeno chiamato vortice di plasma; un'ipotesi non naturale è quella basata su ipotetici messaggi alieni.

### Teorie ufologiche, paranormali e di complotto
Una delle ipotesi più fantasiose che è stata proposta è che i cerchi sarebbero stati creati da presunte "astronavi aliene" che secondo i sostenitori di tali ipotesi atterrerebbero per motivi imprecisati sui campi, appiattendo le messi in un cerchio ben definito. Ma come detto prima, la crescente complessità delle formazioni rilevate a partire dagli anni 1980, e le prove dell'origine umana degli stessi, permettono ormai di escludere tutte le ipotesi più o meno semplicistiche o fantasiose che erano state avanzate in un primo tempo.
Alcuni suggeriscono invece una spiegazione legata alla cimatica, cioè lo studio delle strutture geometriche che appaiono ad esempio quando si sollecita una membrana tesa con delle vibrazioni o con dei suoni. Secondo questa ipotesi i complessi disegni potrebbero così essere rappresentazioni geometriche visuali di frequenze sonore, assumendo che frequenze risonanti via via crescenti possano aver prodotto pittogrammi sempre più complessi, simili ai maṇḍala. Non esistono prove di come questi fenomeni, solitamente presenti solo in dimensioni e energie ridotte, potrebbero però prodursi in maniera così ampia e precisa su coltivazioni di grandi dimensioni areali.
Un'altra fantasiosa ipotesi è che un satellite artificiale in orbita attorno alla Terra starebbe usando un qualche tipo imprecisato di emissione energetica (ad esempio un raggio di microonde o Maser) per creare i disegni. I gambi appiattiti dei cerchi nel grano risultano spesso piegati appena sotto un nodo, e possono inoltre presentare delle bruciature annerite possibilmente imputabili a un riscaldamento intenso. Gli assertori di questa teoria ipotizzano, senza averne prove, che il programma "Star Wars" del Pentagono possa aver sviluppato un satellite in grado di inviare tale tipo di raggi a microonde, anche se non chiariscono né le motivazioni né le effettive modalità attuative di tali supposti "esperimenti".
W. C. Levengood ed E. H. Haselhoff avevano pubblicato tre studi in cui affermavano che in laboratorio i semi raccolti all'interno di tali cerchi hanno mostrato una curva di crescita notevolmente accelerata rispetto alle normali sementi.. Il loro studio è stato però smentito e criticato, sia nel merito che nel metodo.
Infine, in ambienti vicini alla corrente di pensiero comunemente chiamata New Age (tenendo conto che la grande varietà dei punti di vista che vi fanno capo non consente una facile schematizzazione) si sono fatte avanti le tesi di coloro che suggeriscono una segnata connessione dei cerchi nel grano con ipotetici fenomeni mistici legati ad una presunta "evoluzione spirituale" dell'umanità. C'è chi ritiene che i vari pittogrammi incisi sui campi di grano contengano messaggi codificati trasmessi in forma grafica da una qualche forma di presunta "coscienza superiore", cui secondo loro saremmo "connessi". Tali messaggi, in quest'interpretazione priva di qualunque riscontro o prova, avrebbero secondo loro in certi casi un ruolo di messa in guardia dai pericoli che un uso devastante delle risorse planetarie potrebbe causare all'umanità e all'intero ecosistema (e in questo senso il riferimento implicito al grano risulterebbe non casuale). Non viene però chiarito, da tali persone, come e perché dei disegni circolari in campi di grano dovrebbero assumere una funzione di "messaggio spirituale".

## Fenomeni simili
Un fenomeno simile ma su scala molto più ridotta e comunque non correlato ai cerchi nel grano, è costituito da figure visibili dall'alto attribuibili al propagarsi nei campi del micelio dei funghi. In Scandinavia e in Gran Bretagna, il fenomeno dei funghi o dei gasteromiceti che formano cerchi in un pezzo di prato veniva indicato come älvringar, cerchi dei folletti o cerchi degli elfi, e veniva attribuito dal folklore locale a delle forze occulte.
Un altro fenomeno simile è la croce nel prato di Eisenberg an der Raab.

## Pubblicità
La creazione di grandi scritte o disegni nei campi di grano è stata anche utilizzata da alcune ditte a scopo pubblicitario.
Nel luglio 2005 le Ferrovie Svedesi affittarono degli spazi dai coltivatori per mostrare messaggi pubblicitari creati mietendo il raccolto in modo opportuno. I messaggi furono collocati lungo i percorsi di avvicinamento ai principali aeroporti svedesi, poiché le ferrovie e le compagnie aeree si contendono la stessa clientela.
Anche il celebre web browser Mozilla Firefox nel 2007 ha sfruttato questo metodo per farsi pubblicità.

## Filmografia
- Nel film Mifune - Dogma 3 (1999) vi è la prima apparizione dei cerchi nel grano in un film.
- Nel film Signs (2002), diretto da M. Night Shyamalan e interpretato da Mel Gibson e Joaquin Phoenix, i cerchi nel grano vengono attribuiti agli scopi sinistri degli extraterrestri.
- Nel film A Place To Stay (2003), diretto da Marcus Thompson e interpretato da Colm O'Maonlaithe e Amanda Ray-King, i cerchi nel grano del Wiltshire fanno da sfondo ad una storia d'amore soprannaturale.
- Nel film American Trip - Il primo viaggio non si scorda mai (2004), Harold e Kumar volano sopra un campo con un cerchio nel grano a forma di genitali maschili.
- Nel film Chicken Little - Amici per le penne (2005), i cerchi sono creati da alcuni alieni che inseguono i protagonisti in un campo di mais.
- Nel film Scary Movie 3 (2003), i cerchi del grano sono fatti da alieni che in seguito divengono amici dei protagonisti.
- In un episodio della serie Cars Toon - Le incredibili storie di Carl Attrezzi, Cricchetto incontra un amico ufo che, come lui, si diverte a spaventare i trattori-mucca, creando sotto di loro dei cerchi raffiguranti ruote dentate.

## Nella cultura di massa
Il romanzo horror Idra (di Robert Swindells) è ispirato proprio a questo fenomeno.